# 1425
Rok 1425 (MCDXXV) gregoriánského kalendáře začal v sobotu 1. ledna a skončil v sobotu 31. prosince. Dle židovského kalendáře nastal přelom roků 5185 a 5186, dle islámského kalendáře 846 a 847.

## Události
- založena Katolická univerzita v Lovani

### Probíhající události
- 1405–1433: Plavby Čeng Chea
- 1406–1428: Čínsko-vietnamská válka
- 1419–1434: Husitské války

## Narození
Česko
- 18. listopadu – Kunhuta ze Šternberka, česká šlechtična, první manželka Jiřího z Poděbrad, pozdějšího českého krále († 1449)

Svět
- 5. ledna – Jindřich IV. Kastilský, kastilský král († 11. prosince 1474)
- ? – Vlad IV., kníže Valašského knížectví z rodu Drăculești († 1495)
- ? – Čang Pi, čínský kaligraf a básník († 1487)

## Úmrtí
- 26. ledna – Kateřina Burgundská, rakouská vévodkyně (* 1378)
- 27. února – Vasilij I., velkokníže moskevský (* 30. prosince 1371)
- 29. května – Chung-si, čínský císař (* 16. srpna 1378)
- 21. července – Manuel II. Palaiologos, byzantský císař (* 27. června 1350)
- 22. srpna – Eleonora, kněžna asturská (* 10. září 1423)
- 17. září – Čeněk z Vartenberka, český šlechtic, nejvyšší číšník a purkrabí Českého království (* ?)
- 26. září – Žofie Bavorská, římská a česká královna jako manželka Václava IV. (* 1376)
- ? – Bohuslav IV. ze Švamberka, český šlechtic (* ?)

## Hlavy států
- České království – bezvládí (interregnum)
- Svatá říše římská – Zikmund Lucemburský
- Papež – Martin V. – Klement VIII. – Benedikt XIV.
- Anglické království – Jindřich VI.
- Francouzské království – Karel VII.
- Polské království – Vladislav II. Jagello
- Uherské království – Zikmund Lucemburský
- Byzantská říše – Manuel II. Palaiologos – Jan VIII. Palaiologos
- Dánsko, Švédsko, Norsko – Erik VII.
- Kastilie – Jan II. Kastilský
- Portugalsko – Jan I. Portugalský
- Osmanská říše – Murad II.